# Oszkár Tuduka
Oszkár Tuduka (n. 9 martie 1928, Săcueni, Bihor, România – d. 16 mai 2015, Jula, Békés, Ungaria) a fost un critic muzical renumit, publicist, scriitor, profesor și personalitate publică culturală din Oradea. Activitățile sale ample au cuprins numeroase domenii ale vieții muzicale, literare, pedagogice și culturale.

## Viața și activitatea profesională
Și-a început studiile la Salonta, apoi a urmat cursurile Liceului „Szent László” din Oradea, unde a absolvit în anul 1946. În copilărie, a dezvoltat rapid o dragoste pentru literatură și a început studiul pianului la vârsta de șase ani. În 1948 s-a înscris la Academia Națională de Muzică „Gheorghe Dima” din Cluj-Napoca, pe care a fost nevoit să abandoneze din cauza unei afecțiuni severe. A urmat apoi Facultatea de Filologie a Universității „Bolyai” din Cluj-Napoca, specializarea limba și literatura maghiară, pe care a absolvit-o în anul 1955.
Din 1956 și până la pensionarea sa în 1988 a predat limba și literatura maghiară, precum și limba latină la Liceul Teoretic „Ady Endre”. Între 1991 și 1999 a fost profesor colaborator la reînființatul Liceu Catolic „Szent László”. Din 1998, timp de câțiva ani, a fost lector la Universitatea Creștină Partium, unde a predat literatură și estetică.
De-a lungul carierei sale didactice s-a remarcat ca un susținător devotat al mișcărilor culturale de tineret și al teatrului școlar. A coordonat trupe de elevi și a organizat numeroase evenimente literare, culturale și de teatru. A inițiat și condus comemorări tematice și cercuri literare cu profundă dedicare. A fost cofondator și redactor al revistei „Diákszó”, una dintre cele mai importante publicații studențești ale anilor 1970, care a contribuit semnificativ la dezvoltarea intelectuală a tineretului. După 1990, a publicat studii scurte și articole de istorie literară și culturală în revistele „Erdélyi Napló”, „Kelet-Nyugat”, „Harangszó” și „Keresztény Szó”.
Pe lângă activitatea sa didactică, Tuduka Oszkár a fost, timp de 60 de ani, un critic muzical activ al orașului Oradea. Începând cu anul 1955, a scris cronici de concerte sub titlul „Hangversenyhíradó”. Articolele sale au fost publicate în presa locală, inițial în „Fáklya”, apoi în „Bihari Napló”, iar contribuțiile sale ocazionale au apărut în revistele „Utunk” și „Előre”. Rubrica muzicală din „Biharország” a prezentat publicului, prin textele sale bine documentate, artiștii locali talentați.
Tuduka Oszkár vorbea fluent șapte limbi și, datorită vastei sale culturi și optimismului, a devenit un exemplu demn de urmat pentru comunitate. Grație cunoștințelor sale excepționale în domeniul artei și arhitecturii, a fost de nenumărate ori ghid turistic voluntar în Oradea. De asemenea, a scris mai multe cărți care, pe lângă conservarea patrimoniului cultural local, au sprijinit educația și formarea generațiilor tinere.

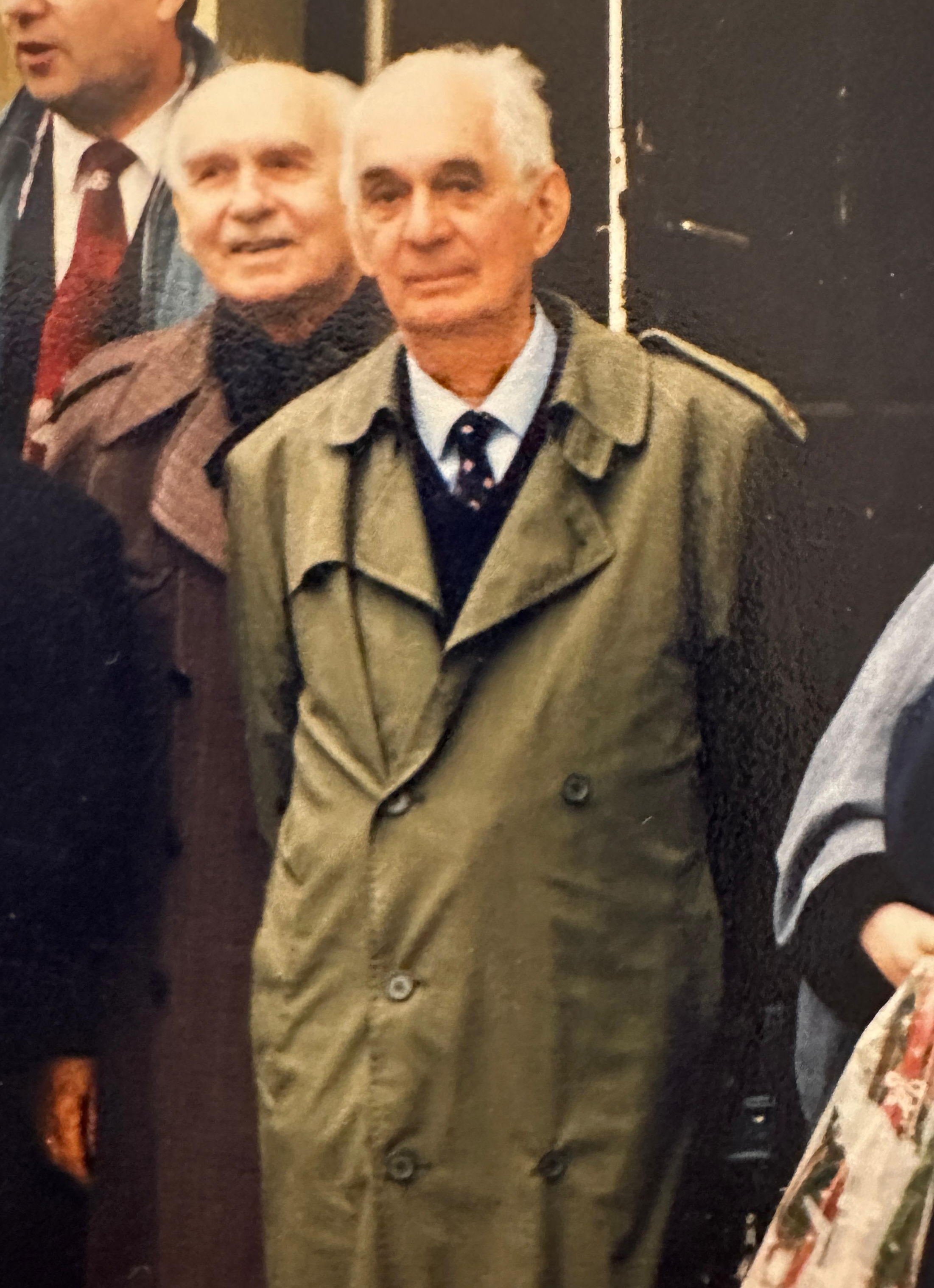
Tuduka Oszkár

În semn de recunoaștere a activității sale, a primit “Premiul Pentru Cultura Maghiară“ (Magyar Kultúráért Díj). În mai 2008 a fost desemnat Cetățean de Onoare al municipiului Oradea de către Consiliul Local, cu o apreciere specială pentru contribuția sa culturală și educațională. De-a lungul deceniilor, a fost una dintre personalitățile definitorii ale vieții culturale din Oradea, aducând o contribuție esențială la îmbogățirea patrimoniului cultural și muzical al orașului. A participat activ la viața comunității și a fost un sprijin constant al evenimentelor culturale. A fost profund dedicat sprijinirii tinerilor, lăsând o amprentă semnificativă și în domeniul educației.

## Lucrări
- Figura regelui Sfântul Ladislau în muzică / Szent László király alakja a zenében (in: Szent László emlékezete. Nagyvárad, 1992)
- Străzi și piețe vechi din Oradea / Régi nagyváradi utcák és terek (in: Boldog Várad. Budapest, 1992)
- 225 de ani de la Mănăstirea Ursolya la Liceul Ady Endre / 225 év az Orsolya zárdától az Ady Endre Líceumig (in: Az Ady Endre Líceum Emlékkönyve (társszerkesztő Starkné Szilágyi Erzsébettel⁠(d) és László Máriával, Nagyvárad, 1997)
- Oradea și bisericile sale în timpul revoluției și războiului de independență din 1848–1849 / Nagyvárad és egyházai az 1848–49-es forradalom és szabadságharc idején (in: Református Kalendárium. Nagyvárad, 2000)
- Scrierea și opera jurnalistică a lui Ödön Iványi / Iványi Ödön írói és újságírói munkássága (Nagyvárad, 2012)

Lucrare rămasă în manuscris: Ruzitska György zeneszerző és zenepedagógus pályája